# Allogromiidae
Die Allogromiidae sind eine Familie von Protisten aus der Gruppe der Foraminiferen und stellen neben den Lagynidae die größte Familie in der Ordnung der Allogromiida dar. Hier sind auch einige im Boden lebende  Arten vorhanden, wie z. B. Edaphoallogromia australica. Die Mehrzahl der Foraminiferen sind dem hingegen marin.

## Merkmale
Ihre Gehäuse weisen nur eine Kammer mit einer aus Protein bestehenden Außenhaut auf, die normalerweise als Kitt für aus dem Sediment aufgenommene Partikel dient, gelegentlich fehlen solche Agglutinationen aber auch und die Gehäuse bestehen nur aus Proteinschalen.
Arten mit Generationswechsel weisen amöboide Gameten auf.

## Systematik
Die Familie wurde 1904 durch Ludwig Rhumbler erstbeschrieben. Sie ist seit dem oberen Ordovizium fossil belegt und umfasst unter anderem die Gattungen:
- Allogromia
- Cylindrogullmia
- Edaphoallogromia
- Gloiogullmia
- Nemogullmia
- Tinogullmia
- Dendrotuba
- Hospitella

## Nachweise
- Alfred R. Loeblich, Jr., Helen Tappan: Foraminiferal genera and their classification, E-Book des Geological Survey Of Iran, 2005, Online